# Tatsuhiko Takimoto
Tatsuhiko Takimoto (滝本 竜彦?, Takimoto Tatsuhiko; Kaminokuni, 20 settembre 1978) è uno scrittore giapponese, noto per essere l'autore del romanzo Welcome to the NHK, avente come soggetto le riflessioni di uno hikikomori di nome Tatsuhiro Satō. Dal libro sono stati tratti un manga e una serie televisiva anime.

## Opere
- Tatsuhiko Takimoto, Welcome to the NHK, traduzione di Daniela Guarino, Milano, Edizioni BD, 2011, ISBN 978-88-6123-877-0.